# 質料
質料（しつりょう、古希: ὕλη、希: hytē、羅: māteria、英: matter、独: Materie, Stoff、仏: matière、ヒュレー）は、古代ギリシアの概念で元来は「材木」の意味を持つ。本来は素材を意味する用語である。形式をもたない材料が、形式を与えられることで初めてものとして成り立つと考えるときその素材材料のことをいう。

## 「質料」の起源
「質料」起源はイオニア学派のアナクシマンドロスの「ペラス（peras）」と「アペイロン」にまで遡ることが出来る。これは「限定するもの」と「無限定なもの」を意味する。ギリシア哲学において一貫した特徴として、世界の成り立ちを「ペラス」と「アペイロン」といった二つの面から捉えようとする傾向があり、ここから、「限定するもの」と「限定されるもの」をどのように捉えるかという問題意識が展開された。

## プラトンにおける質料の扱い
プラトンは後にアリストテレスに批判されるイデア論のなかで、イデアないしはエイドスを経験世界を超越する理性の対象と定義した。これは「姿・形」をさし理性によってその姿や性質を観察する対象を意味する。『ティマイオス』において宇宙創生の説明をする際には、イデアとそれを受け入れる器（hypodoche）としてのコーラ（場、空間、chōra）という質料を意味するものが必要であるとされた。

## アリストテレス哲学における「質料」
アリストテレスはこの概念について『自然学』で解説している。
たとえば、建築家が「木造の家」をつくるとき、材木が質料である。この受動的な存在である材木にはたらきかけ、形を与えることによって「木造の家」が現実化する。ものは可能の実現と理解され、材木は家の可能的存在と考えることが出来るから、資料は可能性もしくは可能態（デュナミス 希: dynamis）と同義語と考えられる。現実に存在する個々のものは、形相が可能態として資料を限定することで成立する。
本当に存在するもの、ものの根底にあって持続的であると考えられるものは、感覚的に捉えられる「もの」であり、その認識は、「本質の認識」である。本質つまり、最も大事な根本の性質・要素の表現が定義であり、定義は種類と他との違い（差異）から構成され、種類によって資料が構成され差異から形相が構成される。